# Guanacastal 1ra. Sección
Guanacastal 1ra. Sección är en ort i Mexiko.   Den ligger i kommunen Mazatán och delstaten Chiapas, i den sydöstra delen av landet, 900 km sydost om huvudstaden Mexico City. Guanacastal 1ra. Sección ligger 19 meter över havet och antalet invånare är 966.
Terrängen runt Guanacastal 1ra. Sección är mycket platt.  Närmaste större samhälle är Mazatán, 3,8 km nordost om Guanacastal 1ra. Sección. 